# 索馬利蘭簽證政策
索马利兰的签证政策包含如何使用和获得索马利兰签证。根据法律规定，所有国家的公民都需要签证才能访问索马利兰。索马里兰和索马里的签证政策完全不同，索马里兰当局不承认索马里签发的签证。

## 訪客簽證政策地圖

索馬利蘭
落地簽證
需要申請簽證

## 簽證類型
- 旅遊簽證
- 商務簽證
- 醫療簽證
- 教育簽證
- 過境簽證

## 落地簽

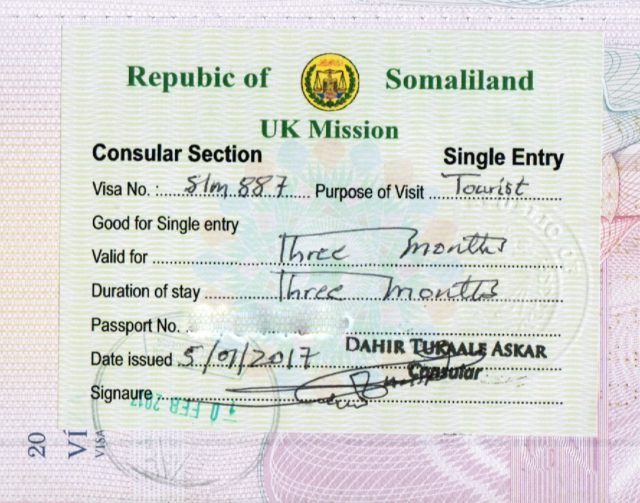
索馬裡蘭駐英國外交代表機構簽發的旅遊簽證

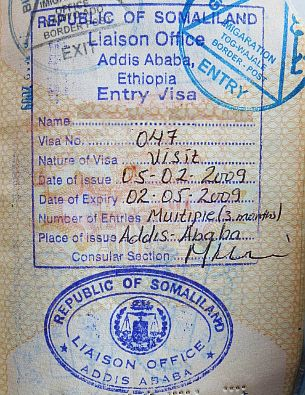
索馬里蘭外交代表機構簽發的索馬里蘭簽證

以下國家和地区簽發的護照持有人可在抵達所有邊境檢查站時獲得落地簽:
| - 欧洲联盟 - 巴林 - 巴西 - 加拿大 - 中华人民共和国 - 埃及 - 衣索比亞 - 科威特 - 摩洛哥 - 阿曼 | - 俄羅斯 - 沙烏地阿拉伯 - 南非 - 南蘇丹 - 苏丹 - 瑞士 - 中華民國 - 土耳其 - 乌干达 - 英国 - 美国 - 阿联酋 |